# Bannack
Bannack je opuštěné město v okrese Beaverhead County v Montaně ve Spojených státech. Město je opuštěné od 70. let 20. století. V roce 1961 bylo prohlášeno za národní historickou památku. Nyní je ve správě státu Montana jako součást parku Bannack State Park.

## Historie
Město Bannack bylo založeno v roce 1862, poté co zde bylo nalezeno zlato. Své jméno dostalo podle místních Indiánů z kmene Bannock. V roce 1864 krátce sloužilo jako hlavní město teritoria Montana, dokud nebylo přesunuto do Virginia City.
Když bylo město na svém vrcholu, žilo zde kolem 10 tisíc lidí. Město bylo extrémně odlehlé – jediným spojením se světem byla stezka Montana Trail. Fungovaly zde 3 hotely, 3 pekárny, 3 kovárny, 2 stáje, 2 řeznictví, obchod s potravinami, restaurace, pivovar, kulečníkový sál a 4 saloony. Většina budov byla postavena ze dřeva, některé měly falešné dekorativní průčelí.
Mezi zakladateli města byl Dr. Erasmus Darwin Leavitt, lékař z Cornish v New Hampshiru, který se vykašlal na medicínu a stal se zlatokopem. Dr. Leavitt přijel do Bannacku v roce 1862. Střídavě praktikoval medicínu a kopal zlato. Podle spisovatele Joaquina Millera, Leavitt zjistil, že i když mu jeho těžká práce přinesla pár úspěchů, jeho reputace je lepší v pozici lékaře, než v pozici horníka. Navíc lékařství mu umožňovalo větší zisky, čímž bylo možné zajistit, aby za něj lopatu a krumpáč držel někdo jiný. Dr. Leavitt se následně přestěhoval do Butte v Montaně, kde se až do konce svého života věnoval své lékařské praxi.
Místní šerif Henry Plummer, byl obviněn, že tajně vedl nelítostný gang lupičů. Podle prvních propočtů, měl být gang odpovědný za více než stovku vražd ve Virginia City, na zlatých polích Bannacku a na cestách do Salt Lake City. Ovšem protože je historicky zdokumentováno jen osm vražd, historici jsou na pochybách, zda jsou obvinění Plummerova gangu skutečná a jiní rovnou zamítají jeho existenci. V každém případě, Plummer a dva krajané (oba strážníci), byli v Bannacku 10. ledna 1864 bez soudu oběšeni. Někteří Plummerovo spolupracovníci byli zlynčováni a ostatní byli vyhnáni pod pohrůžkou smrti, pokud by se vrátili. Dalších 22 osob bylo obviněno, neformálně souzeno a oběšeno civilními strážci z Bannacku a Virginia City. Jedním ze strážců byl Nathaniel Pitt Langford, první správce Yellowstonského národního parku.
Těžební tábory se během zlaté horečky rozkládaly podél potoka Grasshopper Creek. Začínaly v Bannacku a táhly se dolů po proudu, až k místu kde se proud setkává s řekou Bevearhead River. Zatímco některé z nich byly považovány jen za rozšíření Bannacku a neměly dlouhou životnost, z jiných táborů se stávaly samostatná města. Rozšířením Bannacku se stal tábor Yankee Flats. Další vzniklá městečka nesly jména jako Centreville, Marysville (pojmenovaném podle příjezdu Mary Wadam), nebo Dogtown, pojmenovaný podle množství toulávých psů. Tři kilometry proudu od Bannacku se nacházelo město Jerusalem. Tábor Bon Accord, který byl od Bannack asi osm kilometrů po proudu potoka, zažil obrodu v 90. letech 18. století. Měl vlastní poštu a školu. Šestnáct kilometrů po proudu se nacházel tábor White's Bar, kde John White a jeho společnost objevili zlato 28. července 1862.
Bannack dál fungovalo jako těžební město, ovšem obyvatel postupně ubývalo. Poslední odešli v 70. letech 20. století.

## Státní park
V Bannacku zůstalo 60 historických objektů z nichž mnoho je poměrně dobře zachovalých a většinu je možné navštívit. Město, bylo v roce 1961 prohlášeno za národní historickou památku. Nyní je součástí Bannackého státního parku, který provozuje stát Montana. Ačkoli Bannack není příliš hojně turisticky navštěvován, bývá oblíbeným cílem historiků a místních obyvatel.

## Bannack Days
Každý rok třetí víkend v červenci se zde koná historická rekonstrukce zvaná Bannack Days (Dny Bannacku). Na dva dny zde správa parku organizuje program, který si klade za cíl oživit časy, kdy město vzniklo, pomocí napodobení každodenního života těžařů, kteří zde žili během zlaté horečky. Podává se také autentická dobová snídaně v hotelu Meade, což je velmi dobře zachovalá cihlová budova, která dříve sloužila jako sídlo okresu Beaverhead County, než se sídlo přesunulo do města Dillon.

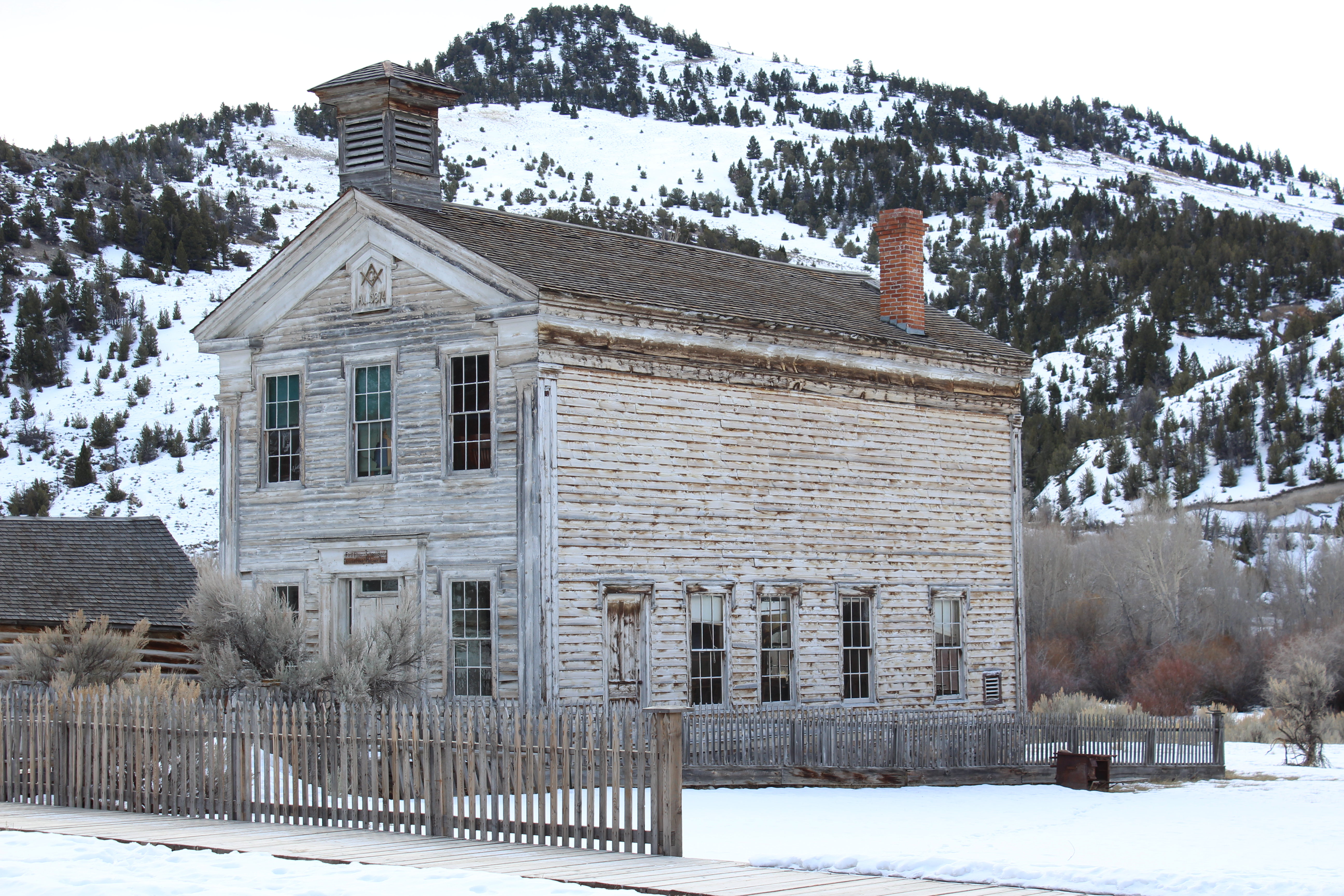
Budova školy a zednářské lóže
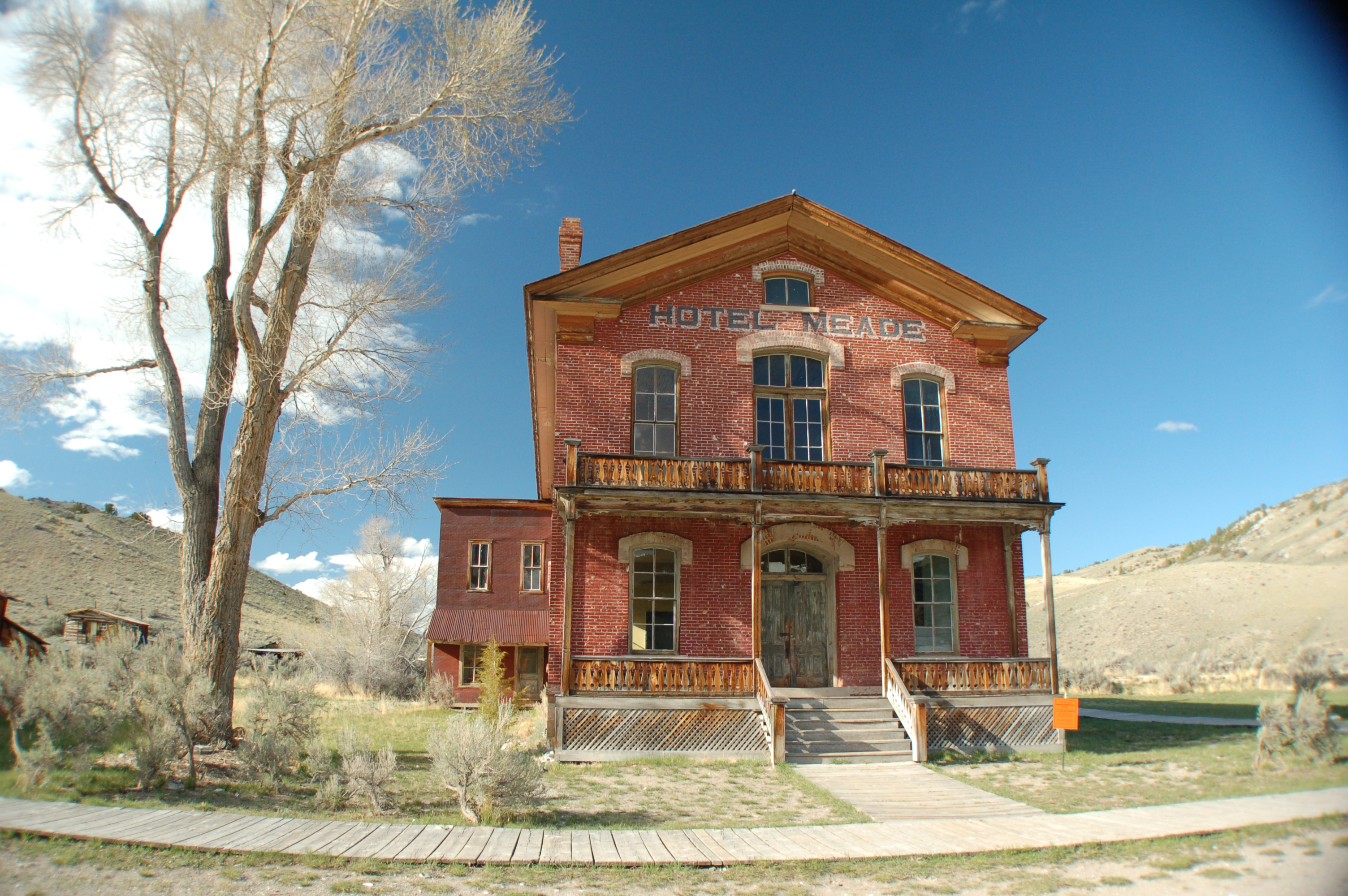
Hotel Meade
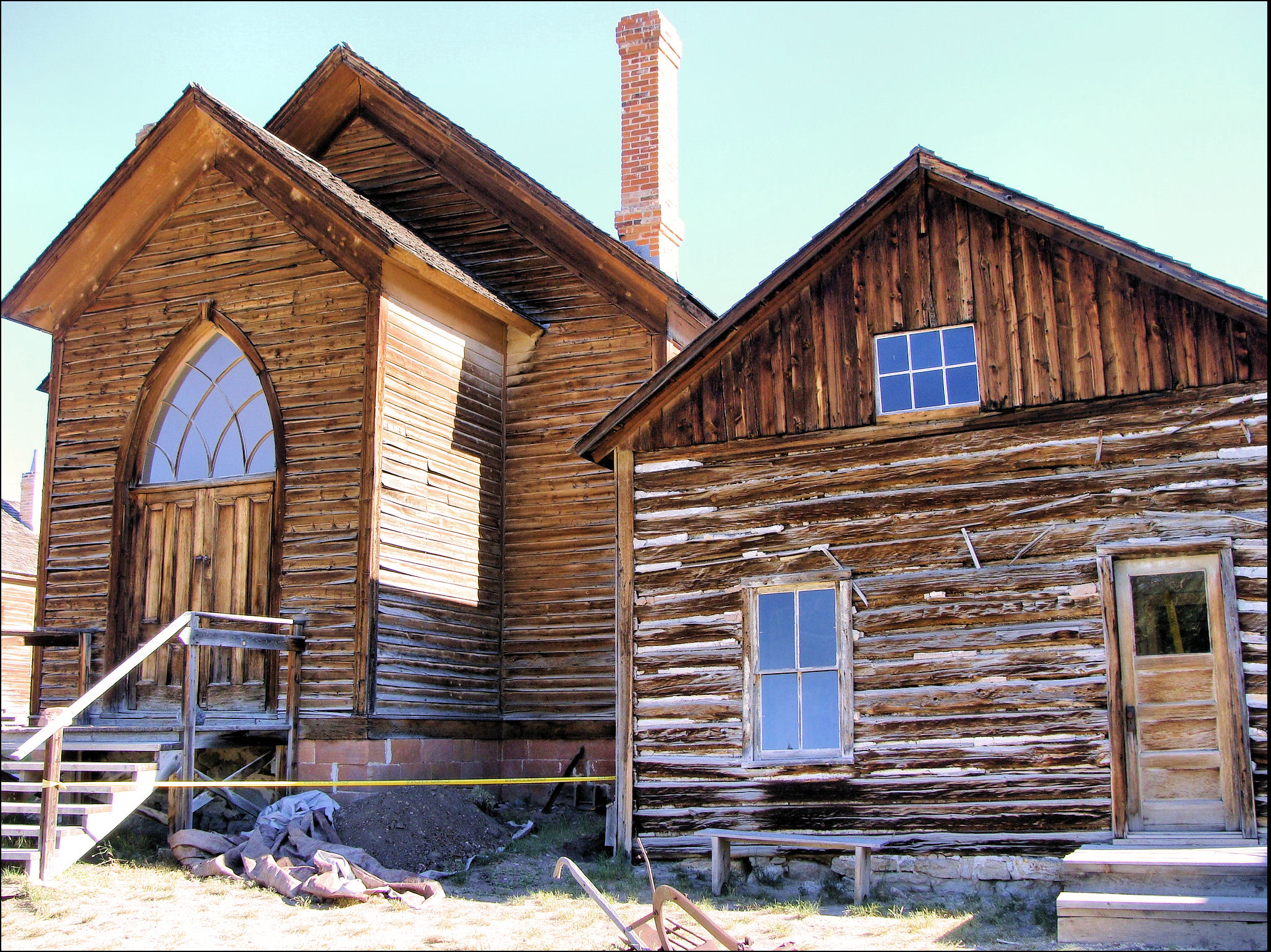
Metodistický kostel z r. 1877
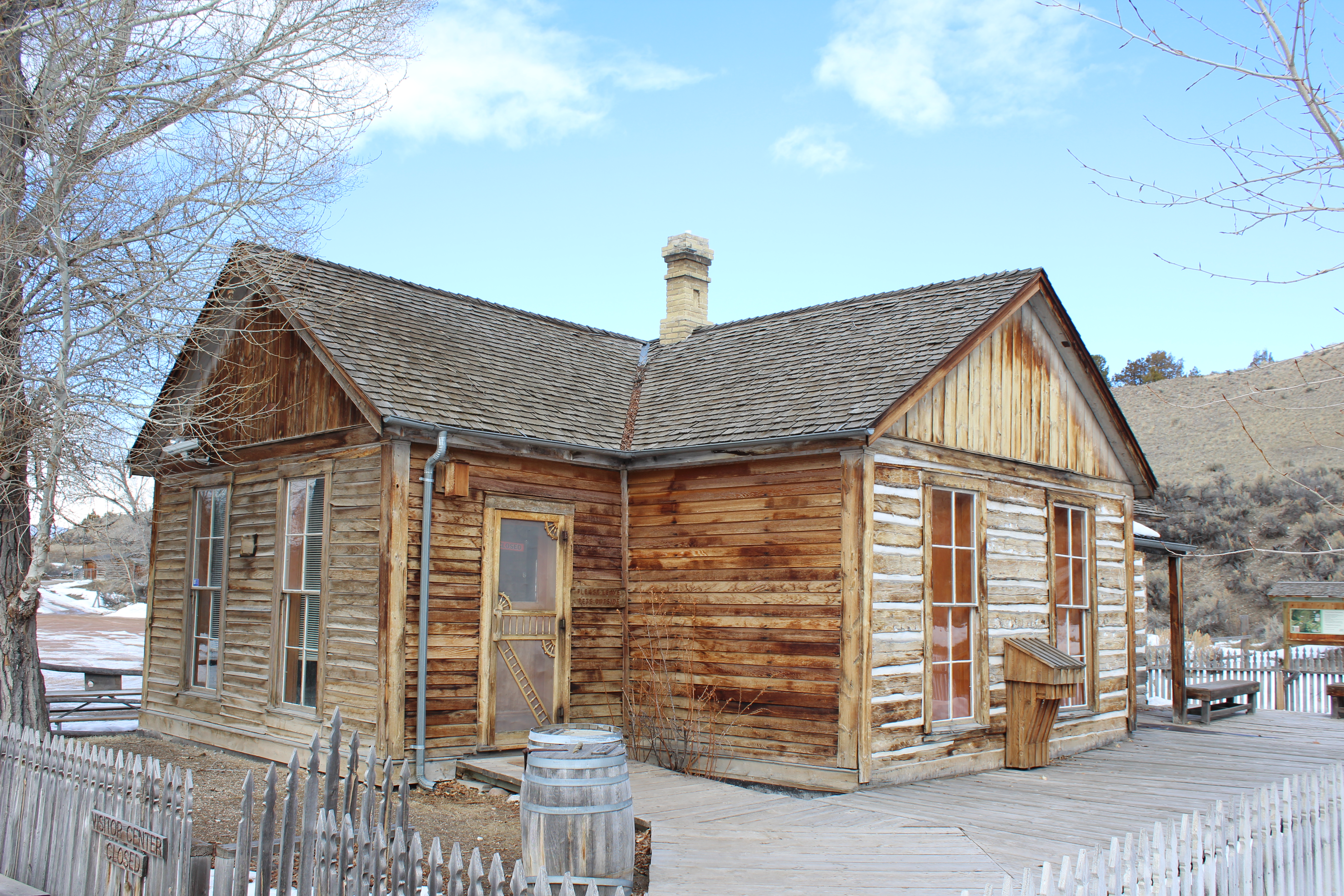
Jeden z domů